# Nikolái Abramov
Nikolái Víktorovich Abrámov (en ruso: Никола́й Ви́кторович Абра́мов, Ladv, 24 de enero de 1964-Petrozavodsk, 23 de enero de 2016) fue un fotógrafo, periodista, traductor y escritor ruso.

## Biografía
Pasó su infancia en su aldea natal, y realizó estudios secundarios en Vingl, más tarde estudió en la Escuela Técnica Topográfica de Leningrado, la Universidad Estatal de Petrozavodsk y la Universidad Pedagógica Estatal de Carelia. A lo largo de su vida desempeñó varios trabajos desde trabajar en una granja estatal a dirigir una casa rural de cultura, y fue corresponsal de publicaciones como Svirskie Ogni, Finno Ugorskaia Gazeta o Kto o Chom y  editor del mensual en vepsio “Kodima”. Durante sus últimos años trabajó en la Biblioteca Nacional de Carelia. Fue miembro de la Unión de Escritores de Rusia desde 1998 y de la Unión de Periodistas de Rusia desde 2003 y directivo de la Asociación Internacional de Escritores Ugrofineses y la Unión de Periodistas de la República de Carelia.

## Obra
- Koumekümne koume, 1994.
- Kurgiden aig, 1999.
- Pagiškam, vell, 2005.